# Истринский купол
«Высоковольтный испытательный стенд предприятия Р-6511», также известный как «Истринский купол» — крупное эллипсоидное сооружение в подмосковной Истре, рухнувшее в 1985 году на этапе строительства.
Купол диаметром 236,5 метра и высотой 118,4 метра был возведён в 1984 году на территории истринского филиала ВЭИ для проведения в нём высоковольтных испытаний. В числе авторов проекта числились такие заметные лица, как И. Н. Дмитриев и Н. П. Мельников. Сооружение не имело внутренних подпорок, его вес должен был сдержать каркас из фермовых конструкций шириной 2,5 метра. Снаружи они были обиты 1,5-миллиметровыми листами атмосферостойкой стали, а внутри — теплозвукоизоляционными панелями. Конструкция была оборудована несколькими грузовыми лифтами, на вершине находилось техническое помещение диаметром 34 метра. На строительство ушло около 10 тысяч тонн высококачественной стали.
Зимой 1984—1985 годов внутри купола проводились отделочные работы, когда утром 25 января сооружение рухнуло; люди не пострадали. Техническая комиссия по расследованию не нашла определяющий фактор и назвала причиной обрушения комплекс ошибок в проектировании купола, изготовлении его материалов и их монтаже. Попыток восстановить купол не предпринималось, внутри его границ на открытом воздухе был установлен стационарный имитатор электромагнитного импульса «Аллюр». После крушения Дмитриев, занимавший пост начальника строительного отдела ЦК КПСС, был снят и заменён вызванным из Свердловска Б. Н. Ельциным.